# Tatorinia burrowsi
Tatorinia burrowsi là một loài bướm đêm trong họ Noctuidae.